# Bebådelsen (Botticelli)
Bebådelsen (italienska: Annunciazione) är en temperamålning av den italienske renässanskonstnären Sandro Botticelli. Den målades omkring 1480–1485 och ingår sedan 1856 i samlingarna på Kelvingrove Art Gallery and Museum i Glasgow.

## Motivet
Denna målning visar bebådelsen, det ögonblick då ärkeängeln Gabriel meddelar Jungfru Maria att hon ska bli mor till Jesus. Händelsen skildras i Lukasevangeliet (1:26–38) i Nya testamentet. 
Botticelli har placerat händelsen i en byggnad som med sin klassiska arkitektur snarare är samtida med målningens tillkomst än Jesu födelse. Verket är intressant för Botticellis användning av perspektiv, vilket ger ett intryck av tredimensionellt djup. Denna effekt är särskilt märkbar på vänster sida bakom ärkeängeln Gabriel där en pelargång leder till ett landskap med några träd och en sjö med bakomliggande kullar. Perspektivmåleri var vid denna tid en nymodighet.
Av en inskription på baksidan framgår det att målningen en gång hängde i San Barnabakyrkan i Florens.

## Andra versioner
Bebådelsen är ett av historiens vanligaste konstmotiv, särskilt under renässansen då bland andra Fra Angelico, Leonardo da Vinci och Jan van Eyck målade det. Botticelli, som också verkade under renässansen, målade åtminstone sex versioner. En känd version är den från 1489–1490 som är utställd i Uffizierna i Florens. Den benämns ibland också Annunciazione di Cestello efter den plats där den ursprungligen var utställd (idag kyrkan Santa Maria Maddalena dei Pazzi i Florens).    
| Bild | År (cirka) | Storlek (cm) | Museum                             | Ort                   | Teknik           |
| ---- | ---------- | ------------ | ---------------------------------- | --------------------- | ---------------- |
|      | 1481       | 243 x 555    | Uffizierna                         | Florens               | Fristående fresk |
|      | 1489–1490  | 150 x 156    | Uffizierna                         | Florens               | tempera på pannå |
|      | cirka 1492 | 17,8 × 26,8  | The Hyde Collection                | Glens Falls, New York | tempera på pannå |
|      | 1485–1492  | 19,1 x 31,4  | Metropolitan Museum of Art         | New York              | tempera på pannå |
|      | 1490–1495  | 49,5 x 61,9  | Kelvingrove Art Gallery and Museum | Glasgow               | tempera på pannå |
|      | 1495–1498  | 130 x 450    | Pusjkinmuseet                      | Moskva                | tempera på duk   |